# Louise-Dumont-Topas
Der Louise-Dumont-Topas ist ein in Perlen gefasster Goldtopas mit Halskette, den der Schauspieler Gustav Lindemann 1932 im Andenken an seine Ehefrau Louise Dumont als Auszeichnung für deutschsprachige Schauspielerinnen stiftete. Louise Dumont hatte den Schmuck, ein in Perlen gefasster Topas mit Halskette, als Geschenk von Königin Charlotte von Württemberg, mit der sie freundschaftlich verbunden war, erhalten.
Gustav Lindemann selbst bestimmte, dass der Topas nach dem Ableben der jeweiligen Inhaberin an das Dumont-Lindemann-Archiv in Düsseldorf zurückgegeben wird und das Kuratorium des Archivs die künftige Trägerin durch Mehrheitsbeschluss bestimmt. Die Auszeichnung wird auf Lebenszeit verliehen.

## Trägerinnen des Louise Dumont Goldtopas
- Agnes Straub (1890–1941)
- Hermine Körner (1878–1960)
- Maria Wimmer (1911–1996)
- Maria Becker (1920–2012)
- Nicole Heesters (* 1937)